# Novembrine Waltz
Novembrine Waltz è il quarto album in studio della progressive death metal/gothic metal band italiana Novembre.

## Tracce
1. Distances
2. Everasia
3. Come Pierrot
4. Child of the Twilight
5. Cloudbusting (cover di Kate Bush)
6. Flower
7. Valentine
8. Venezia Dismal
9. Conservatory Resonance

## Formazione

### Gruppo
- Carmelo Orlando - chitarra, voce
- Giuseppe Orlando - batteria
- Massimiliano Pagliuso - chitarra
- Demian Cristiani - basso

### Altri musicisti
- Ann-Mari Edvardsen - voce in Cloudbursting